# Eduardo Isaac
Eduardo Francisco Isaac Bartenas (11 giugno 1981) è un ex cestista panamense.

## Carriera
Con Panama ha disputato i Campionati americani del 2005.